# Vicenç Martínez i Alama
Vicenç Martínez i Alama   (Barcelona, 12 de gener de 1925 - Barcelona, 2 d'octubre de 2018) va ser un futbolista català de la dècada de 1940.

## Trajectòria
Fill de Miquel Martínez i Maria Alama, peixaters. Era el tercer de quatre germans: Miquel, Manel, Vicenç i Francesc. El germà petit també va jugar al filial del Barça.
En Vicenç començà a practicar la boxa seguint les passes dels seus germans Miquel i Manel, però aviat abandonà el ring per passar als camps de futbol. Començà les seves passes a la Penya Acció Catòlica de Collblanc, passant al Racing de Sants, club on fou campió de Catalunya, i finalment al FC Barcelona.
Al Barcelona coincidí amb homes com Ferran Argila, Josep Seguer, Francesc Calvet o Marià Gonzalvo. Debutà al primer equip del Barça amb 16 anys i 280 dies en un partit a l'estadi de Chamartín enfront del Reial Madrid el 19 d'octubre de 1941, cosa que el converteix en el jugador més jove en debutar amb la samarreta del Barça en partit oficial. La victòria fou per al Madrid per 4 a 3, jugant el Barça amb Argila; Martínez, Benito, Francesc Calvet; Raich, Balmanya; Sospedra, Gràcia, Martín, Navarro i Orriols.
L'any 1942 fou cedit al CE Sabadell, club on jugà dues temporades, la primera a Segona Divisió, en la qual assolí l'ascens a Primera, on jugà la temporada 1943-44. La temporada 1944-45 retornà al FC Barcelona de Josep Samitier, però una greu lesió de menisc li impedí triomfar al club. Qui fou entrenador blaugrana en la seva primera temporada al primer equip, Joan Josep Nogués, el cridà per jugar al Gimnàstic de Tarragona, club on visqué els seus millors anys, amb un ascens de Tercera a Segona, i un de Segona a Primera, i dues temporades més a la màxima categoria espanyola (1947-48 i 1948-49). Amb 24 anys fitxà per la Balompédica Linense per dues temporades, però només en jugà una, ja que tenia la família a Barcelona i, a més, patí la desgràcia de perdre un fill.
Acabà la seva carrera al CF Igualada i a la UE Sant Andreu, novament al Nàstic de Tarragona i FC Santboià.